# Pterois andover
Pterois andover (лат.) — морская лучепёрая рыба из рода крылатки семейства скорпеновых. Встречается в западной части Тихого океана.

## Таксономия и этимология
Pterois andover была впервые официально описана в 2008 году американскими ихтиологами Джеральдом Р. Алленом и Марком Ван Нидеком Эрдманном, а типовое местонахождение было определено как юго-запад острова Япен в заливе Чендеравасих в провинции Папуа в Индонезии. Видовое название относится к сингапурской компании Andover Leisure Pte Ltd, входящей в группу компаний Andover, которая владеет, строит и управляет океанариумами и «посвящена содействию большей общественной оценке океанов и морской охраны в Азии». Это название было запрошено Синдучаяной Сулистио, председателем группы Andover, которая сделала успешную ставку на сохранение Pterois andover на благотворительном аукционе Blue Auction, состоявшемся в Монако 20 сентября 2007 года в поддержку инициативы по сохранению морской среды Bird’s Head Seascape организации Conservation International.

## Внешний вид и строение
У Pterois andover 13 жестких и 11 мягких лучей в спинном плавнике, первый спинной шип относительно короткий, около 15 % от стандартной длины рыбы. Анальный плавник содержит 3 жестких и 7 мягких лучей. Грудной плавник имеет от 12 до 14 плавниковых лучей, обычно 13. Спинные шипы имеют тонкую, едва заметную мембрану на задних краях, которая расширяется в вымпел-образный клапан на конце. На срединных плавниках мало темных пятен по сравнению с родственными видами: от 5 до 28 на спинном плавнике, от 10 до 19 на анальном плавнике и от 17 до 41 на хвостовом плавнике.

## Распространение и среда обитания
Pterois andover встречается в западной части Тихого океана в морских водах у берегов Индонезии и Папуа-Новой Гвинеи, а также в Сабахе, Малайзии и Филиппинах. P. andover встречается на глубине от 3 до 70 м. Этот вид встречается на мутных прибрежных рифах или вблизи них в более обширных областях песчано-илистых грунтов, часто вблизи устьев рек.

## Экология
Pterois andover обычно наблюдаются как одиночные рыбы, хотя были зарегистрированы и небольшие семейные группы. Днем они прячутся в расщелинах и под камнями, вытянув хвосты наружу, среди коралловых рифов или выступов. Ночью они питаются на мягком илистом и песчаном субстрате ракообразными и мелкой рыбой. Как и все крылатки, этот вид защищен ядовитыми шипами.

## Pterois andoverи человек
Охранный статус вида не определён, его мясо неядовитое, он не является объектом промысла.